# Historia UD Salamanca, Años 1960

## Temporada 1960-1961
- Se mantiene como entrenador al que logró el ascenso, Francisco Campos, teniendo una plantilla reforzada en los puestos necesarios.
- A pesar de los altos precios impuestos por la directiva a los socios, desde 315 pesetas hasta 875 pesetas (desde 1,89 € hasta 5,25 € aproximadamente), la afición responde y el Calvario vive llenos históricos durante esta temporada.
- Dámaso Sánchez de Vega dimite como presidente y una Junta Gestora se hace cargo del club. En diciembre de 1960, tras las primeras elecciones, sale elegido Vicente del Río.
- El equipo acaba en 8.º puesto, sin grandes apuros para mantener la categoría.
- Destacan jugadores como Abilio, Raba, Cela y Maxi. Este último demuestra tener un gran olfato goleador y ficha por el Real Madrid.
- A final de temporada Osasuna propone a la UDS cambiar a Raba por un tal Ignacio Zoco, que ya había militado en la selección española B. La propuesta fue desechada por la entidad charra.

## Temporada 1961-1962
- La temporada comienza con más de 5.000 socios, dos millones de pesetas de presupuesto, (12020.24 € aproximadamente) y Manuel Guijarro como entrenador de un equipo muy reforzado.
- En la 8.ª jornada es destituido Manuel Guijarro al ocupar el equipo la penúltima posición. El nuevo entrenador sería Adolfo Bracero que no mejoraría los problemas deportivos. El equipo es eliminado en Copa por el Ceuta en la primera eliminatoria. Hubo una mejoría en Liga, lo que propició la posibilidad de mantenerse en la categoría al acabar 12º.
- Sigue la delicada situación económica. En mayo sale presidente Francisco García Hernández y en junio se presenta a Vaquero como entrenador para la siguiente temporada.
- Nemesio Martín Montejo, Neme, debuta en abril con la UDS en un amistoso contra el Numancia disputado en Soria.

## Temporada 1962-1963
- Por la situación económica, el club está a punto de desaparecer. Se suben los precios de las entradas como medida y se piensa en la venta del Calvario. Los jugadores sufren estas carencias, ya que algunos no pudieron cobrar las mensualidades. Con esta situación dimite la Junta Directiva en marzo de 1963. Durante los dos siguientes meses se hace cargo una comisión gestora, hasta que se hace cargo del club Gerardo Ramos.
- En la Jornada 17 debido a la irregularidad es destituido como entrenador Vaquero, y su puesto lo ocupa Barrio, que lleva el equipo a la 11.ª posición, de forma que consigue salvar la categoría.
- En Copa el equipo cae contra el San Fernando en el cuarto partido: 4-0 en el Calvario, 4-0 la vuelta en Cádiz, 1-1 el primer desempate en Valencia y 2-1 a favor de los gaditanos en Valencia.

## Temporada 1963-1964
- Blas, Mor y Lozano son fichados por el club, pero no son suficientes para no pasar apuros y, a pesar de los problemas económicos, se decide contratar a varios jugadores durante la temporada para evitar el descenso. No fue suficiente y el equipo quedó penúltimo (15º), descendiendo directamente a Tercera división.
- En la Jornada 17 Barrios deja su puesto a Ramón Colón, pero no sirvió para conseguir la permanencia.
- La mala temporada hace que varios jugadores pierdan los papeles durante los partidos, lo que provoca graves sanciones a los mismos por parte del club.
- En la Copa del Generalísimo, la UDS es eliminada en primera ronda por el Málaga.

## Temporada 1964-1965
- Neme tiene varios pretendientes, como el Atlético de Madrid, el Real Valladolid o el Deportivo de la Coruña, pero finalmente es vendido al Pontevedra por 400.000 pesetas (2.402 € aproximadamente).
- Hay cambios en la directiva, manteniéndose los principales encargados del club, Gerardo Ramos y Augusto Pimenta de Almeida.
- El nuevo entrenador es Higinio Ortuzar, procedente del Burgos, forma un equipo con una base de jóvenes jugadores, como Salazar, Pedraza y Rojo.
- Ortuzar es destituido en la 7.ª jornada debido a un decepcionante inicio liguero. Su puesto lo ocupa Eusebio Fuentes, que sirve de revulsivo, quedando el equipo 1º de Grupo.
- La UDS juega contra el Racing de Ferrol en la promoción de ascenso. La ida fue el 16 de mayo de 1965 en el Calvario, con las gradas llenas. El resultado fue 2-2. Siete días después, en tierras gallegas, el partido acaba 1-1. Se fuerza el tercer partido, disputado en Riazor el 25 de mayo, en el que los gallegos se imponen por 3-2.
- Manolin II es convocado por la selección nacional de aficionados para disputar un torneo internacional en Holanda.
- La UDS se proclama Campeón Regional de la Copa de Aficionados. En la semifinal del Campeonato Nacional de la Copa de Aficionados es eliminado por el Real Madrid.

## Temporada 1965-1966
- Para esta temporada el club consigue alrededor de 2500 socios. Luis Diestro es contratado como entrenador, tras la reunión de socios celebrada en junio de 1965, presidida ya por Augusto Pimenta de Almeida. También fue tratado el tema económico presentándose un déficit de 9 millones de pesetas (54091 € aproximadamente) y el proyecto de vender el Calvario y construir un nuevo estadio en Salas Bajas.
- Luis Diestro impone disciplina a la plantilla, empezando fuerte la temporada. Hasta la 9.ª jornada no se encaja ningún gol. A pesar de todo, el equipo acaba 3º sin opción de jugar la promoción.
- Se revalidó el Campeonato Regional de la Copa de Aficionados. El equipo llegó a cuartos de final de la Copa Nacional de Aficionados, fue eliminado por el FC Barcelona.
- En junio de 1966, falleció el portero del equipo charro, Juan Manuel Cotilla, en un accidente de tráfico.

## Temporada 1966-1967
- Gran temporada del equipo charro, que quedó campeón en la Tercera división, perdiendo tan solo un partido en el feudo de la Ponferradina por 2-0 (uno de los dos únicos encuentros en los que no marcó ningún gol) y con un balance de 110 goles a favor y 12 en contra.
- El equipo pierde contra el Jerez en la 2ª ronda de la promoción. En la Copa de Aficionados el equipo fue eliminado por el Pontevedra.
- Los precios para esta temporada oscilan entre 500 pesetas (3 € aproximadamente) y 1.200 pesetas (7,21 € aproximadamente). Se ofreció una prima por el ascenso de 25.000 pesetas (150,25 € aproximadamente).
- En abril de 1967 el presidente de la UDS, Augusto Pimenta de Almeida, dirige una carta a la Federación Española de Fútbol y a los equipos de Tercera división proponiendo la creación de la Segunda división B o 3ª preferente formada por cuatro grupos de 20 equipos cada uno. Al principio, no se prestó atención a dicha propuesta, aunque años más tarde se siguió este modelo.
- Los terrenos del Calvario son considerados como edificables, y el 21 de octubre, la empresa burgalesa Merino y Prieto muestra su interés por los terrenos. Se venden 3.000 metros cuadrados a 1.400 pesetas (8,41 €) el metro. La operación asciende a 4.200.000 pesetas (25.242,5 € aproximadamente).
- El Salmantino ficha a Vicente Del Bosque y con el dorsal nueve a la espalda se convirtió en el máximo goleador. Jugó contra el Real Madrid en la Copa.

## Temporada 1967-1968
- La Unión participó Grupo XIII de la Tercera división y ocupó el 2º puesto a final de temporada, pero no se logró el ascenso. Hubo refuerzos importantes, aun así Salazar pasó media temporada lesionado; ausencia que notó el equipo. Heriz fue el entrenador del equipo hasta la 7.ª jornada, Ricardo Baras aguantó las 16 siguientes jornadas y la última parte de la temporada fue dirigida por Manuel Soler.
- Con Manuel Soler se jugó la promoción. En primera ronda la UDS se deshizo del Baracaldo. En segunda ronda, el equipo eliminó al Calleda catalán con apuros, decidiéndose la eliminatoria en un tercer partido. El Racing de Ferrol, de nuevo, es el que apeaba de la promoción a la UDS de nuevo.
- En la Copa de Aficionados, el FC Barcelona volvió a eliminar a la Unión, que había conseguido el Campeonato Regional de Aficionados.

## Temporada 1968-1969
- Salazar es traspasado al Sporting de Gijón por un millón y medio de pesetas (9015.18 € aproximadamente) y el Salmantino pierde a Vicente Del Bosque, que se marcha a los juveniles del Real Madrid.
- Manuel Soler continúa en el banquillo y el equipo es reforzado con el objetivo de conseguir el ascenso a Segunda división.
- Son reducidos los grupos de Tercera división y la UDS milita en el Grupo VIII.
- El primer puesto se alcanzó en la 4.ª jornada y no sería abandonado hasta el final. La primera derrota se produjo en la Jornada 25. Debido al relajamiento del equipo, la UDS no pudo asegurar su primer puesto hasta la última jornada. El equipo quedó empatado a puntos con el Moscardó, pero los charros ganaban en los enfrentamientos particulares.
- La promoción se disputó contra el Huelva. El primer partido fue en Huelva, y lo ganaron los charros por 2-3. La vuelta en el Calvario acabaría 0-0, lo que supuso el ascenso a la categoría de plata y una invasión de campo debido a la euforia de la afición charra.
- Se compran terrenos en los Prados Panaderos por valor de 6.652.799 pesetas (39984.12 € aproximadamente) y se inicia el proceso de la construcción del nuevo estadio. La mayoría de las deudas se habían ya liquidado y se había saldado la hipoteca y además, se conservaban todavía terreros del viejo Calvario sin vender.

## Temporada 1969-1970
- El equipo milita en el Grupo II de la Segunda división del fútbol español. Manuel Soler es sustituido por Carlos Benavente, que refuerza la plantilla de cara a la nueva temporada. El equipo tiene el apoyo de la afición y se consiguen más de 5000 socios.
- Deportivamente, el equipo no hace un buen papel. Llegan nuevas incorporaciones a lo largo de la campaña pero el juego deja mucho que desear, ganando solo un punto fuera de casa. Benavente dura solo dos meses y es sustituido por Bermúdez, que no mejoraría su papel durando un mes en el banquillo charro. Enrique Oriazaola se hace cargo del equipo hasta final de temporada, pero no logra evitar el descenso acabando en 19.ª posición.
- El equipo naufraga en Segunda división mientras se construye el estadio. En solo seis meses el estadio estaría concluido.
- El último partido de la UDS en el Calvario se disputa a finales de marzo. El resultado fue a favor del Onteniente por 0-2.
- 8 de abril de 1970: Inauguración del estadio Helmantico.

| Predecesor: Años 1950 | Historia de la Unión Deportiva Salamanca Años 1960 | Sucesor: Años 1970 |

- Datos: Q5898870